# 落星台経済研究所
落星台経済研究所（ナクソンデけいざいけんきゅうじょ）は、韓国・朝鮮半島の経済史を主にした研究所。落星垈経済研究所とも記載される。
1987年にソウル大学校の安秉直と成均館大学の李大根によってソウル特別市に創設された。韓国の国史系の民族主義的な歴史観とは一線を画し、経済史の側面から日本統治時代の実証的な研究を行っている。所長は金洛年（キム・ナクニョン）。
同研究所の研究委員を務める李宇衍（イ・ウヨン）は、韓国最高裁が2018年10月に徴用工訴訟問題で日本企業に賠償を命じた確定判決と、文在寅政権がこれを尊重して日本に履行を求めたことを問題視し、日韓の請求権問題の完全かつ最終的な解決で合意した1965年の日韓請求権協定を「守らなければばならない」と主張した。李宇桁は、日本統治下の韓国では「強制労働がなかった」と主張しており、韓国国内で徴用工像や慰安婦像の撤去運動も展開している。また、韓国で元慰安婦の支援に取り組む団体「日本軍性奴隷制問題解決のための正義記憶連帯」（旧「挺対協」）や左派的な団体「民族問題研究所」の関係者に公開討論を呼びかけている。2019年7月、ジュネーブの国連欧州本部の人権理事会に出席して「賃金の民族差別はなかった」と主張したが、帰国後、罵倒や脅迫を受けたと述べている。

## 組織体制
- 理事長︰李栄薫（ソウル大学経済学名誉教授）
- 理事︰キム・ナクニョン（東国大学校経済学科）
- 理事︰パク・ギジュ（聖霊女大学経済学部）
- 理事︰パク・ドクジェ（韓国放送通信大学経済学部）
- 理事︰安秉直（ソウル大学経済学科名誉教授）
- 理事︰李大根（成均館大学経済学部名誉教授）
- 理事︰イ・ジョンテ（（株）あじさい会長）
- 理事︰イ・ジンスン（崇実大学校経済学科）
- 理事︰イ・ホンチャン（高麗大学経済学科）
- 理事︰チャ・ミョンス（嶺南大学経済学科）
- 理事︰ホン・ヨンチャス（（株）優勢海運社長）

## 交通
- ソウル交通公社2号線奉天駅4番出口から徒歩10分